# وستس کووست
وستس کووست (به لاتین: Vastse-Kuuste) یک سکونتگاه مسکونی در استونی است که در شهرستان پولوا واقع شده‌است.